# Sve je lako kad si mlad '77-'99
Sve je lako kad si mlad/77-99 je službena kompilacija hrvatskog rock sastava Prljavo kazalište, objavljena 2001. godine kao set-box od 4 CD-a u zajedničkom izdanju Suzyja i CBS-a. Uz kompilaciju, objavljena je i autorizirana biografija benda iz pera Darka Glavana i Hrvoja Horvata, također pod naslovom «Sve je lako kad si mlad». I kompilacija i knjiga objavljene su kao najava obljetnice četvrt stoljeća djelovanja grupe. Obljetnica će biti obilježena objavljivanjem studijskog albuma Radio Dubrava (2003.).
Kompilacija sadrži sve značajnije pjesme koje su obilježile dotadašnjiu karijeru grupe, a za posebnu pohvalu je to što su na nju uvrštene i pjesme «Televizori» i «Moj je otac bio u ratu», s istoimenih sigl ploča objavljenih prije prvog studijskog albuma grupe (prva ploča objavljena 1978., druga 1979.), čime su ove dvije pjesme izvučene iz zaborava u koji su upale gotovo odmah nakon objavljivanja.

### CD 1 '77/80.
- Televizori
- Moj je otac bio u ratu
- Mladić u najboljim godinama
- U mojoj općini problema nema
- Neki dječaci (Some boys)
- Veze i poznanstva
- Čovjek za sutra
- Subotom uveče
- Što je to u ljudskom biću što ga vodi prema piću
- Sretno dijete
- Zagreb
- Crno bijeli svijet
- Nove cipele
- Mi plešemo

### CD 2 '81/85.
- Amerika
- Široke ulice
- Lupam glavom u radio
- Sve gradske bitange
- Heroj ulice
- Sve je lako kad si mlad
- Dobar vjetar u leđa
- Korak od sna
- Ne zovi mama doktora
- Pod sretnom zvijezdom mi smo rođeni
- Zlatne godine
- U Noevoj barci
- Ma kog' me boga za tebe pitaju

### CD 3 '86/91.
- Zaustavite zemlju
- Marina
- Prisluškuju nas susjedi
- Slaži mi
- Mojoj majci
- Devedeseta
- Pisma ljubavna
- Oprostio mi bog, mogla bi i ti
- Strah od letenja
- Iz nekih starih razloga
- Bonus
- Zbogom dame, zbogom prijatelji

### CD 4 '92/99.
- Lupi petama...
- Pet dana ratujem
- Kao ja da poludiš
- Kise jesenje
- Heroj ulice
- Ptico malena
- Tu noć kad si se udavala
- Dođi sada Gospode
- S vremena na vrijeme
- Brane srušit' ću sve
- Ako tražiš nekoga